# Балто
Балто (англ. Balto) — угольно-чёрный пёс сибирский хаски, ездовая собака из упряжки, перевозившей медикаменты во время эпидемии дифтерии в 1925 году в городах штата Аляски, США. Был назван в честь норвежского исследователя Сэмюэля Балто.
Балто родился 10 февраля 1919 года в небольшом городе Ном на Аляске. Первые несколько лет своей жизни Балто провёл за перевозкой еды для города. Он считался довольно медленным и не подходящим для более тяжёлой работы. Последние годы жизни Балто прошли в зоопарке Кливленда, штат Огайо. Он умер 14 марта 1933 года.

## Эпидемия
В начале 1925 года в поселении Ном (Аляска) разгорелась дифтерия. Больницам требовалась противодифтерийная антитоксическая сыворотка. Её необходимо было доставить из города Анкоридж, который лежал за тысячу миль от поселения.
Снежная буря не позволяла взлетать самолётам, поэтому сыворотку доставили поездом в город Ненана. Оставшуюся часть пути (1085 километров) лекарство предстояло перевезти на собачьих упряжках — единственном возможном транспортном средстве в таких погодных условиях.
На последнем участке пути 52 километра (32 миль) до Нома, сыворотку везла упряжка Гуннара Каасена во главе с Балто. Неопытный и впервые в роли вожака упряжки, Балто проявил смелость и прекрасно ориентировался по нюху в незнакомой местности, в сильном и слепящем буране. Упряжка прошла трудный путь: один раз собаки едва не погибли при переправе через реку Топкок. Другой раз нарты перевернулись, ящик с лекарством провалился в глубокий снег, и Гуннару пришлось его доставать. Последние 12 километров (7,5 миль) упряжка прошла за 80 минут и прибыла в Сэйфти в понедельник ночью в 2:00. Дальше сыворотку должна была везти упряжка Эда Рона, но он спал, и Каасен не стал будить его в целях экономии времени. Худшая часть маршрута уже была пройдена, и Гуннар дальше поехал в Ном, до которого ещё оставалось 21 километр (13 миль). Метель усилилась, в которой, по признанию Каасена, тот едва мог разглядеть руки перед самым лицом.
Упряжка достигла Нома в 5:30 утра 2 февраля, пройдя 53 километра (33 миль) за 7,5 часов. Сыворотка замёрзла, но не испортилась, и с её помощью дифтерия была остановлена за 5 дней. Балто и Гуннар Каасен были тут же признаны героями в США. Однако хозяин Того Сеппала Леонард был недоволен тем, что вся слава досталась Балто, единственному из 150 псов, участвовавших в перевозе лекарства. Для сравнения: пёс Леонарда Того, вожак упряжки, которой управлял сам Сеппала, проделал куда больший путь. Того был старше Балто на 6 лет, и Сеппала всерьёз опасался, что Того может не пережить такого забега.

## Последствия
В конце февраля 1925 года Гуннар Каасен с разрешения Леонарда Сеппалы отправился вместе с собачьей упряжкой в тур по стране. Балто и его упряжка хаски собирали толпы людей вокруг себя, создавая ажиотаж и привлекая к себе внимание. Собаки возили упряжку, поставленную на колеса, для поддержания формы. Все СМИ полнились сообщениями о знаменитом туре. Поражаясь такому чуду, пресса сделала Балто новым героем всей нации. Промоутером тура был известный продюсер Сол Лессер (англ. Sol Lesser), чей документальный фильм «Balto's Race to Nome» вышел в том же 1925 году.
Газеты полнились статьями по всему миру, и уже 17 декабря 1925 года статуя, вырезанная Фредериком Ротом, была установлена в Центральном парке Нью-Йорка. Средства на неё были собраны из частных пожертвований под эгидой Муниципального общества искусства, сама статуя получила премию Шпаера от Национальной академии дизайна.
За это время сменился промоутер тура. После завершения тура, перед возвращением на Аляску, Гуннар Каасен оставил собак промоутеру, который продал их Сэму Хьюстону, владельцу небольшого театра в Лос-Анджелесе.
Через два года после гонки, когда сообщения о героических собаках пропали из СМИ окончательно, а о дальнейшей их судьбе ничего не было известно, по следу Балто отправился Джордж Кэмпбелл, кливлендский бизнесмен. Он узнал, что Балто с упряжкой купил Сэм Хьюстон и организовал представление в своём театре. Вход туда был только для джентльменов. Джордж пришёл в театр и увидел ужасную картину: Балто и остальные собаки были посажены на стальные цепи. При попытке вырваться из оков цепи били по собакам, причиняя тем серьёзную боль.
Возмущённый Кэмпбелл пришел к Хьюстону и потребовал выкупить собак. В итоге тот согласился продать их за 2 тысячи долларов и дал Джорджу срок в две недели. Кэмпбелл вернулся в Кливленд, и по всему городу начался сбор денег. Бизнесмен получил поддержку газеты «The Plain Dealer», Общества защиты животных, общества Western Reserve Kennel Club и судьи Джеймса Раля, необходимая сумма была собрана достаточно быстро. Собаки были выкуплены и привезены в Кливленд 19 марта 1927 года.
В кливлендском зоопарке Балто и другие хаски вновь стали популярными, на них приходили смотреть дети, проводились экскурсии, с них рисовали картины. В день прибытия собак посмотреть на них пришли 15000 посетителей. Балто стал живым символом города. 19 июня 1927 года на его вольере появилась табличка, рассказывающая о подвиге этой собаки.
После смерти Балто его чучело было выставлено в музее Кливленда, чёрная окраска сменилась коричневой. Оно так и осталось стоять в одном из подвалов музея.
И по сей день в школах Аляски проходят историю Балто, его поступок не забыт, он навечно останется символом доблести, чести, достоинства и несломленной воли к победе. Каждый год по тому же пути, пройденному Гуннаром, Балто и знаменитой упряжкой хаски, проводятся гонки собачьих упряжек — Iditarod Trail Sled Dog Race.
В течение нескольких десятилетий посетители Центрального парка Нью-Йорка могут восхищаться видом бронзовой статуи хаски. Скульптура изображает собаку, смотрящую вдаль, её задние ноги напряжены, а на туловище надета упряжь. Статуя установлена на камне, в котором выбита низкорельефная доска, изображающая собачью упряжку, мчащуюся против ветра. На доске выгравированы слова: «Выносливость, преданность, ум».
Эта статуя стала символом гордости всего американского народа в середине 1920-х.

## Генетический анализ
Тестирование ДНК на таксидермизированных останках Балто показало, что его геном более разнообразен с меньшим количеством нездоровых вариантов, чем у современных породистых собак, и больше похож на современных аляскинских хаски, которых часто скрещивают для улучшения физической формы и здоровья. Балто разделил часть своей родословной с современными сибирскими хаски (39%), а также с гренландскими собаками (18%), китайскими деревенскими собаками (17%), самоедами (6%) и аляскинскими маламутами (4%). У Балто было несколько адаптаций ДНК, которые способствовали выживанию в Арктике, включая толстую двойную шерсть, способность переваривать крахмал и развитие костей и тканей. Среди его недавних предков не нашлось волков. Балто и аборигенные аляскинские ездовые собаки были приспособлены к богатой на крахмал диете, так как являлись носителями аллеля, ответственного за выработку амилазы — фермента, расщепляющего крахмал до олигосахаридов.

## Экранизация
- Балто (1995) — полнометражный мультфильм.
- Балто 2: В поисках волка (2002) — полнометражный мультфильм.
- Балто 3: Крылья перемен (2004) — полнометражный мультфильм.
- Того — полнометражный фильм.
- Большая гонка на Аляске (2019)